# Арриноцератопс
Арриноцератопс (лат. Arrhinoceratops) — род цератопсид из Северной Америки, обитал в меловом периоде около 71,5 и 70,6 млн л.н. Включает единственный вид Arrhinoceratops brachyops Parks, 1925. Он был последним из цератопсовых с длинным воротником. Поскольку его шейный воротник был довольно короток, описавший его Уильям Паркс из Торонто ошибочно включил его в группу центрозаврин.

## Систематическое положение
В 70-х годах XX века череп вновь изучила канадка Хелен Тайсон и доказала, что Arrhinoceratops занимает промежуточное положение между родами Monoclonius, Centrosaurus, Styracosaurus, Brachyceratops, Pachyrhinosaurus и Triceratops с короткими воротникамии и хазмозаврами с длинными воротниками Pentaceratops, Anchiceratops, Eoceratops и Torosaurtops.

## Описание
Род описан по образцу ROM 796, который представляет собой хорошо сохранившийся череп из отложений в окрестностях Хорсшу-Каньон в провинции Альберта (Канада). Он представляет собой типовой образец единственного в составе этого рода вида Arrhinoceratops brachyops Parks 1925. В 2015 году был описаны ещё два образца этого вида. Образец CMN 8882 представляет собой частично сохранившийся череп молодой особи, включая кости нижней чалюсти. Третий образец (ROM 1439) — это почти полный череп с нижней челюстью и фрагментами левой передней конечности.
У типового образца надбровные рога крупные. Носовые рога короткие и массивные, их задний край плавно сливается с дорсальным профилем лица. Лицо относительно короткое. Ростральная кость небольшая. Премаксиллярная перегородка с неглубоким углублением и двумя задними выступами. Надскуловая кость крупная.